# Anton Yelchin
Anton Yelchin (en russe Анто́н Ви́кторович Ельчи́н, Anton Viktorovitch Ieltchine) est un acteur américain d'origine russe, né le 11 mars 1989 à Leningrad en URSS et mort le 19 juin 2016 à Los Angeles aux États-Unis.
Il est révélé au grand public par les films indépendants Alpha Dog (2006) et Charlie Bartlett (2007). Il passe ensuite à des grosses productions en incarnant Pavel Chekov dans la trilogie Star Trek (2009-2016), produite par J. J. Abrams et tient le rôle de Kyle Reese dans Terminator Renaissance (2009).
Parallèlement, il participe à plusieurs films indépendants : il joue les héros romantiques dans le film japonais Memoirs of a Teenage Amnesiac (2009), puis en partageant l'affiche de Like Crazy (2011) avec Felicity Jones et La Femme du diplomate (2014), avec Bérénice Marlohe. Il est aussi dirigé par Jodie Foster pour Le Complexe du castor (2011), Jim Jarmusch pour Only Lovers Left Alive (2013) et William H. Macy pour Rudderless (2014).
Au début des années 2010, il porte des films de genre : la comédie horrifique Fright Night (2011), face à Colin Farrell, le film d'aventures fantastique Odd Thomas (2013) et la comédie fantastique Burying the Ex (2014). Il est aussi la tête d'affiche du film d'horreur indépendant Green Room (2015), écrit et réalisé par Jeremy Saulnier.
Il meurt accidentellement le 19 juin 2016, heurté par sa propre voiture, retrouvée le moteur en marche.

## Biographie

### Jeunesse
Anton Yelchin naît en URSS en 1989. Il est le fils de Viktor Yelchin et Irina Korina, deux patineurs artistiques professionnels. En raison de leur confession juive,, le gouvernement soviétique leur interdit de participer aux Jeux olympiques d'hiver de 1972 à Sapporo au Japon. En septembre 1989, ils immigrent aux États-Unis, alors qu'Anton est âgé de six mois, et obtiennent le statut de réfugiés politiques.
En grandissant, Anton Yelchin se passionne pour la musique et fait partie d'un groupe de punk appelé  « The Hammerheads » dans lequel il joue de la guitare.

### Carrière
En 2000, Anton Yelchin décroche son premier rôle au cinéma dans le film indépendant A Time for Dancing. 
Il apparaît également dans la saison 6 de la série télévisée Urgences.
En 2001, il interprète le rôle principal du film Delivering Milo de Nick Castle. 
Il tourne ensuite dans deux épisodes de la mini-série Disparition produite par Steven Spielberg.
Dans "Coeurs perdus en Atlantide", film de Scott Hicks (Shine), sorti fin 2001( tiré d'une nouvelle du livre éponyme  de Stephen KING), il donne la réplique à Anthony Hopkins.
Plus tard, il obtient un rôle récurrent dans la série Huff et apparaît également dans The Practice, New York Police Blues, FBI : Portés disparus, Esprits criminels et New York, section criminelle.
Il se fait connaître du grand public en 2007 avec un film dramatique inspiré d'une histoire vraie : Alpha Dog de Nick Cassavetes, dans lequel il incarne Zach Mazursky.
En 2009, il joue dans le blockbuster Star Trek de J. J. Abrams, onzième film de l'univers Star Trek. Il interprète le russe Pavel Chekov, autrefois incarné par Walter Koenig.
La même année, il campe un autre personnage connu dans Terminator Renaissance, quatrième volet de la saga Terminator : il y joue le rôle de Kyle Reese, déjà joué par Michael Biehn dans Terminator de James Cameron en 1984. 
Il apparaît aussi dans le film à sketchs New York, I Love You, suite new-yorkaise de Paris, je t'aime.
En 2011, il est dirigé par Jodie Foster dans Le Complexe du castor aux côtés de Mel Gibson. 
Il prête par ailleurs sa voix au Schtroumpf Maladroit dans le film américano-belge Les Schtroumpfs. 
La même année, il est révélé dans le film indépendant À la folie qui remporte le « Prix du meilleur film » au Festival de Sundance.
Toujours en 2011, il joue dans le film Fright Night de Craig Gillespie, une comédie horrifique avec Colin Farrell et David Tennant.
Il reprend à nouveau le rôle de Chekov, en 2013, dans Star Trek Into Darkness et, en 2016, dans Star Trek : Sans limites.
En 2023 lors du dernier épisode de Star Trek Picard, un hommage lui sera rendu: le nom du président de la fédération étant Anton Chekov, doublé par Walter Koenig.

### Mort

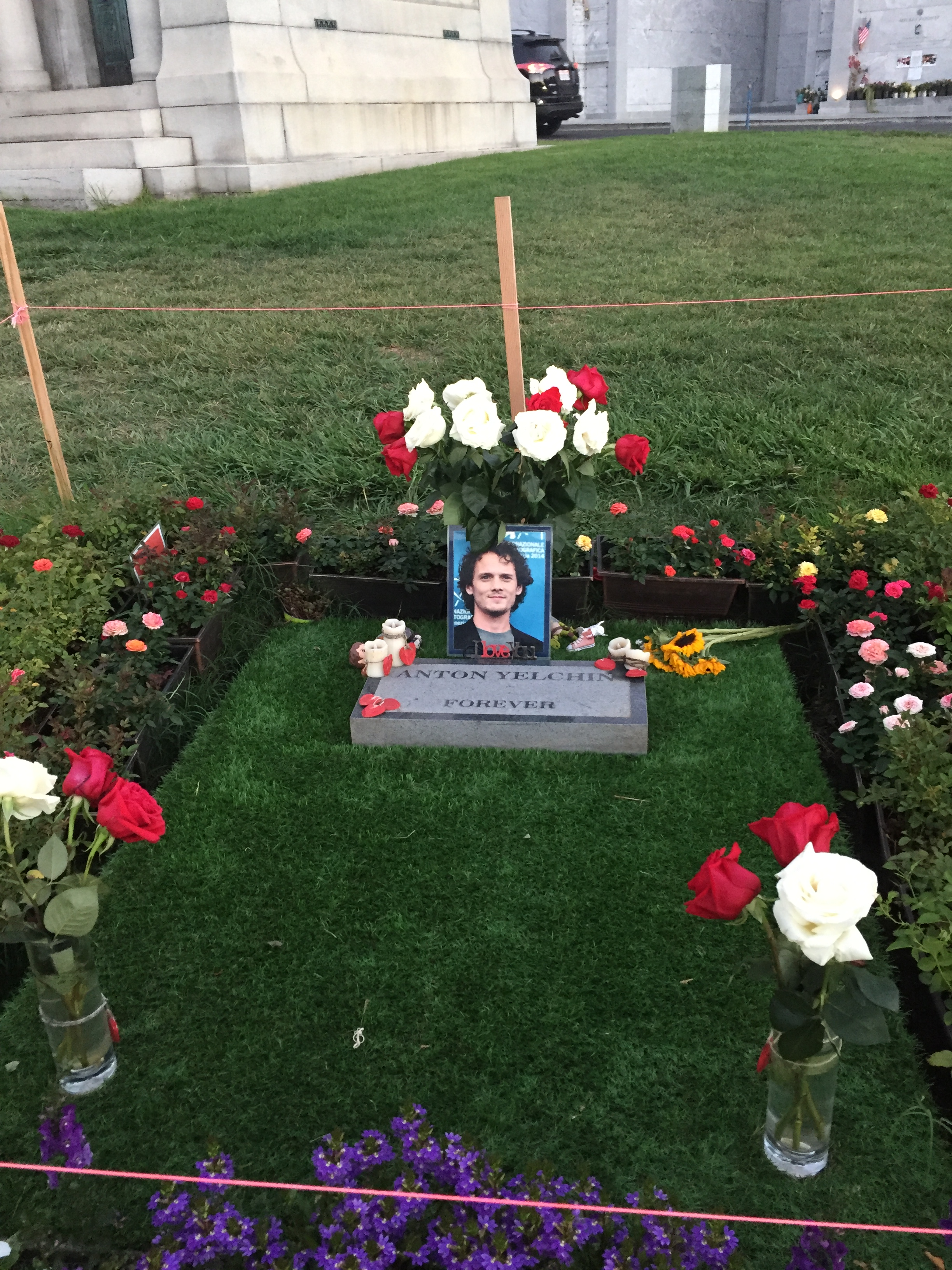
La tombe de Anton Yelchin au Hollywood Forever Cemetery.

Le 19 juin 2016, il est heurté par sa propre voiture, qui a été retrouvée le moteur en marche. Selon la police de Los Angeles, l'accident s'est produit sur la voie d'accès au garage de l'acteur à Los Angeles, dans le quartier de Studio City, dans la San Fernando Valley (comté de Los Angeles) alors qu'il s’apprêtait à rejoindre des amis pour une répétition et était descendu de sa voiture.
La voiture « a fait marche arrière sur la rampe d'accès qui est en forte pente, le clouant contre un pilier de brique servant de boîte aux lettres et une clôture de sécurité » a expliqué une porte-parole de la police, Jenny Hauser. 
Ses amis qui ne le voyaient pas venir ont retrouvé l'acteur mort près de sa voiture, a-t-elle rapporté, sans qu'on sache combien de temps s'était écoulé depuis l'accident.
Un défaut sur sa Jeep serait à l'origine de sa mort. Sa voiture, le modèle Jeep Grand Cherokee de 2015, avait déjà fait l'objet d'un rappel au sein de l'usine Fiat Chrysler (FCA). Plus de 800 000 véhicules avaient été rappelés pour un problème lié à la boîte de vitesses. Un constat accablant avait déjà été émis : même en mode stationnement, certaines voitures sont susceptibles de se déplacer.
Six semaines après sa mort, Victor et Irina Yelchin déposent une plainte contre Fiat Chrysler à la Cour supérieure de Los Angeles, en affirmant que la boîte de vitesses du véhicule était défectueuse.
Anton Yelchin devait jouer dans la série Mr Mercedes, adaptée du roman de Stephen King. N'ayant pu participer au projet, c'est Harry Treadaway qui le remplace dans la série.

## Filmographie

### Cinéma
- 2000 : Le Monde merveilleux de Disney - Gepetto (en) : le garçon qui se dispute avec Pinocchio
- 2001 : Delivering Milo, de Nick Castle : Milo
- 2001 : 15 minutes de John Herzfeld : le garçon dans le building en flamme
- 2001 : Le Masque de l'araignée de Lee Tamahori : Dimitri Starodubov
- 2001 : Cœurs perdus en Atlantide (film) de Scott Hicks : Bobby Garfield enfant
- 2002 : Rooftop Kisses d'Andrew Bernstein: Charlie
- 2004 : Le Prince de Greenwich Village de David Duchovny : Tommy
- 2005 : Des gens impitoyables de Griffin Dunne : Finn Earl
- 2007 : 'Alpha Dog de Nick Cassavetes : Zach Mazursky[9]
- 2008 : Charlie Bartlett de Jon Poll : Charlie Bartlett[9]
- 2008 : Middle of Nowhere de John Stockwell : Dorian Spitz
- 2009 : New York, I Love You : Kane, le jeune homme à Central Park
- 2009 : Star Trek de J. J. Abrams : Pavel Chekov
- 2009 : Terminator Renaissance de McG : Kyle Reese
- 2010 : Memoirs of a Teenage Amnesiac : Ace Zuckerman
- 2011 : You and I de Roland Joffé : Edvard Nikitin
- 2011 : Le Complexe du castor de Jodie Foster : Porter Black
- 2011 : À la folie (Like Crazy) de Drake Doremus : Jacob
- 2011 : Les Schtroumpfs de Raja Gosnell : Schtroumpf Maladroit (voix)
- 2011 : Fright Night de Craig Gillespie : Charley Brewster
- 2013 : Odd Thomas de Stephen Sommers : Odd Thomas
- 2013 : Star Trek Into Darkness de J. J. Abrams : Pavel Chekov
- 2013 : Only Lovers Left Alive de Jim Jarmusch : Ian
- 2013 : Les Schtroumpfs 2 de Raja Gosnell : Schtroumpf Maladroit (voix)
- 2014 : Rudderless de William H. Macy : Quentin
- 2014 : Anarchy: Ride or Die (Cymbeline) de Michael Almereyda : Clotus
- 2014 : Burying the Ex de Joe Dante : Max
- 2014 : La Sentinelle (Dying of the Light) de Paul Schrader : Milton Schultz
- 2015 : La Femme du diplomate (5 to 7) de Victor Levin : Brian
- 2015 : Experimenter de Michael Almereyda : Rensaleer
- 2015 : Broken Horses de Vidhu Vinod Chopra : Jacob Heckum
- 2015 : The Driftless Area  de Zachary Sluser : Pierre
- 2016 : Green Room de Jeremy Saulnier : Pat
- 2016 : Star Trek : Sans limites (Star Trek Beyond) de Justin Lin : Pavel Chekov
- 2016 : Porto (en) de Gabe Klinger : Jake Kleeman
- 2017 : We Don't Belong Here (en) de Peer Pedersen : Maxwell Green
- 2017 : Rememory de Mark Palansky : Todd
- 2018 : Pur-sang (Thoroughbreds) de Cory Finley : Tim

### Télévision
- 1999 : Urgences, saison 6, épisode 13 : Robbie Edelstein
- 2000 : Geppetto de Tom Moore
- 2002 : Amy, saison 3, épisode 18 : Davis Bishop (voix)
- 2002 : Disparition, épisodes 2 et 3 : Jacob Clarke
- 2002 : The Practice : Bobby Donnell et Associés, saison 7, épisode 7 : Justin
- 2003 : FBI : Portés disparus, saison 2, épisode 1 : Johnny Atkins
- 2003 : New York Police Blues, saison 11, épisode 13 : Evan Grabber
- 2004 : Larry et son nombril (Curb Your Enthusiasm), saison 4, épisode 3 : Stewart
- 2004 : Jack de Lee Rose : Jack
- 2004-2006 : Huff : Byrd Huffstodt
- 2006 : Esprits criminels, saison 2, épisode 11 : Nathan Harris
- 2006 : New York, section criminelle, saison 6, épisode 2 : Keith Tyler
- 2016 : Chasseurs de trolls (Trollhunters) : Jimmy Dulac (voix)

## Distinctions

### Récompenses
- 2002 : Young Artist Awards de la meilleure performance pour un jeune acteur dans un rôle principal pour Cœurs perdus en Atlantide
- Boston Society of Film Critics Awards 2009 : Meilleure distribution pour Star Trek partagée avec Chris Pine, Zachary Quinto, Zoe Saldana, Karl Urban, Leonard Nimoy, John Cho, Simon Pegg, Ben Cross, Eric Bana, Clifton Collins Jr., Bruce Greenwood, Jennifer Morrison, Chris Hemsworth, Winona Ryder, Tyler Perry et Faran Tahir.
- Denver Film Critics Society Awards 2009 : Meilleure distribution pour Star Trek
- 2011 : Festival international du film des Hamptons du meilleur espoir pour À la folie
- Hollywood Film Awards 2011 : Prix Spotlight du meilleur espoir pour À la folie
- 2014 : Festival international du film de Chicago du meilleur acteur pour Rudderless
- Austin Film Critics Association Awards 2016 : Prix d'Honneur pour sa contribution au monde du cinéma.
- 2017 : BTVA Television Voice Acting Awards de la meilleure performance vocale dans une série télévisée d'animation pour Chasseurs de trolls
- Hollywood Critics Association Awards 2020 : Prix pour l'ensemble de sa carrière.

### Nominations
- 2002 : Las Vegas Film Critics Society Awards du meilleur jeune acteur pour Cœurs perdus en Atlantide
- 2002 : Phoenix Film Critics Society Awards du meilleur espoir pour Cœurs perdus en Atlantide
- 2003 : Young Artist Awards du meilleur jeune second rôle dans un téléfilm ou mini-série pour Disparition
- 2005 : Young Artist Awards du meilleur jeune second rôle dans un téléfilm ou mini-série pour Jack
- Detroit Film Critics Society Awards 2009 : Meilleure distribution pour Star Trek partagé avec Zoe Saldana, Zachary Quinto, Eric Bana, John Cho, Karl Urban, Chris Pine, Bruce Greenwood, Ben Cross et Clifton Collins Jr..
- Washington DC Area Film Critics Association Awards 2009 : Meilleure distribution pour Star Trek
- Critics Choice Movie Awards 2010 : Meilleure distribution pour Star Trek
- 2010 : Gold Derby Awards de la meilleure distribution pour Star Trek
- 2011 : Prism Award du meilleur acteur pour Le Complexe du castor
- 2011 : Women Film Critics Circle Awards du meilleur couple partagé avec Felicity Jones pour À la folie
- 2012 : CinEuphoria Awards (es) du meilleur acteur pour Le Complexe du castor
- 2016 : BloodGuts UK Horror Awards du meilleur acteur pour Green Room
- 2016 : Fright Meter Awards du meilleur acteur dans un rôle principal pour Green Room
- 2016 : Fangoria Chainsaw Awards du meilleur acteur pour Green Room
- 2017 : Fangoria Chainsaw Awards du meilleur acteur pour Green Room
- 2018 : CinEuphoria Awards (es) du meilleur acteur pour Porto (en)
- 2018 : Fright Meter Awards du meilleur acteur dans un second rôle pour Pur-sang
- 2018 : Indiana Film Journalists Association Awards de la meilleure distribution pour Pur-sang partagé avec Olivia Cooke, Anya Taylor-Joy, Paul Sparks et Francie Swift.
- Premios Aquila 2018 : Prix du Jury du meilleur acteur pour Porto (en)

## Voix francophones
En France, Anton Yelchin a principalement été doublé en alternance par Hervé Grull et Donald Reignoux.
Il a également été doublé par Nathanel Alimi dans les films Star Trek, Olivier Martret dans la mini-série Disparition, Gauthier Battoue dans Green Room, Stéphane Marais dans Esprits criminels, Brice Ournac dans Cœurs perdus en Atlantide, Alexandre Aubry dans Huff, Jules Sitruk dans Alpha Dog, Matthieu Sampeur dans Only Lovers Left Alive ainsi que Vincent de Boüard dans les films Les Schtroumpfs et Maxime Donnay dans Rudderless.
Versions françaises
- Hervé Grull dans FBI : Portés disparus, New York Police Blues, New York, section criminelle, Jack, Le Prince de Greenwich Village, Odd Thomas contre les créatures de l'ombre, Anarchy: Ride or Die
- Donald Reignoux dans Charlie Bartlett, Terminator Renaissance,New York, I Love You, Le Complexe du castor, Fright Night, La Sentinelle[10]